# FBR Open 2006
De FBR Open is een golftoernooi dat onderdeel uitmaakt van de Amerikaanse PGA Tour. Het toernooi vond plaats van 30 januari tot en met 5 februari op de TPC of Scottsdale in Scottsdale in Arizona. Een ronde van 18 holes op de TPC of Scottsdale heeft een par van 71 slagen.

## Verslag
Na de eerste dag stonden Steve Lowery en Alexander Cejka beiden op 65 slagen en daarmee zes slagen onder par. Lowery ging van kop af aan de leiding en sloeg binnen tien holes zeven birdies. Later op de dag kwam de Duitser Cejka langszij. Favoriet Phil Mickelson begon slecht met twee bogeys op de eerste twee holes, maar herstelde zich redelijk met vier birdies. hij volgde op 4 slagen slechts op de 27e plaats, waar hij in gezelschap was van onder andere Chris DiMarco. Sergio Garcia en Vijay Singh volgen op de respectievelijk 52e en 73e plaats.
Met een imponerende ronde van slechts 61 slagen (10 onder par) nam J.J. Henry ruimschoots de leiding in het klassement over. Zijn voorsprong op de nummer 2, John Holmes bedroeg maar liefst vier slagen. Vanaf de negende hole maakte Henry zeven birdies op rij. Hij bleef daarmee slechts één birdie verwijderd van het record op de PGA-tour, dat in handen is van zes spelers. Phil Mickelson klom met een ronde van 66 op naar de gedeeld 8e plaats, terwijl Chris DiMarco, Sergio Garcia en Vijay Singh weg zakten naar de 43e, 43e en 95e positie.
Op de derde dag ging John Holmes voorbij aan J.J. Henry, die aan het eind van de dag één slag achterstand had. De weersomstandigheden in Scottsdale waren optimaal, waardoor er veel lage scores te noteren waren. Holmes putte de ene na de andere birdie en kwam zodoende tot een score van 65 voor de dag. Henry deed er 5 slagen meer over en verspeelde daarmee zijn ruime voorsprong die hij de dag ervoor had opgebouwd. In het kielzog van de twee rukte Ryan Palmer op naar de gedeeld tweede plaats met een ronde van 64 slagen.
John Holmes kon op de laatste dag niet alleen zijn leidende positie behouden, hij imponeerde zelfs door een overwinning te boeken met maar liefst zeven slagen voorsprong op vijf golfers die de tweede plaats moesten delen. De 23-jarige rookie besliste de wedstrijd op de 15e hole. Op dat moment had hij slechts 1 slag voorsprong op Ryan Palmer, maar sloeg de bal tot twee keer toe in het water en moest met een triple bogey genoegen nemen, terwijl Holmes met een eagle op diezelfde hole kwam aanzetten en daarmee een voorsprong van zes slagen had.

## Ranglijst
| rang | golfer           | land             | 1  | 2  | 3  | 4  | totaal |
| ---- | ---------------- | ---------------- | -- | -- | -- | -- | ------ |
| 1    | John Holmes      | Verenigde Staten | 68 | 64 | 65 | 66 | 263    |
| 2    | Camilo Villegas  | Colombia         | 68 | 67 | 66 | 69 | 270    |
| -    | Ryan Palmer      | Verenigde Staten | 68 | 66 | 64 | 72 | 270    |
| -    | Scott Verplank   | Verenigde Staten | 69 | 66 | 67 | 68 | 270    |
| -    | Steve Lowery     | Verenigde Staten | 65 | 68 | 70 | 67 | 270    |
| -    | J.J. Henry       | Verenigde Staten | 67 | 61 | 70 | 72 | 270    |
| 7    | Phil Mickelson   | Verenigde Staten | 69 | 66 | 70 | 66 | 271    |
| -    | Justin Leonard   | Verenigde Staten | 69 | 66 | 65 | 71 | 271    |
| -    | Jonathan Byrd    | Verenigde Staten | 70 | 65 | 68 | 68 | 271    |
| 10   | Arron Oberholser | Verenigde Staten | 67 | 69 | 69 | 67 | 272    |
| -    | Dean Wilson      | Verenigde Staten | 69 | 66 | 66 | 71 | 272    |